# Oscar Mario Brown Jiménez
Oscar Mario Brown Jiménez (* 6. August 1937 in Panama-Stadt) ist ein panamaischer Geistlicher und Altbischof von Santiago de Veraguas.

## Leben
Oscar Mario Brown Jiménez empfing am 20. Januar 1974 die Priesterweihe für das Erzbistum Panama.
Papst Johannes Paul II. ernannte ihn am 30. Dezember 1985 zum Weihbischof in Panama und Titularbischof von Scilium. Der Erzbischof von Panama, Marcos Gregorio McGrath CSC, spendete ihm am 22. Februar des nächsten Jahres die Bischofsweihe; Mitkonsekratoren waren Carlos Ambrosio Lewis Tullock SVD, Weihbischof in Panama, und José María Carrizo Villarreal, Bischof von Chitré.
Am 17. Dezember 1994 wurde er zum Bischof von Santiago de Veraguas ernannt und am 11. Februar des nächsten Jahres in das Amt eingeführt. Papst Franziskus nahm am 30. April 2013 seinen altersbedingten Rücktritt an.